# (11138) Hotakadake
(11138) Hotakadake (1996 XC31) – planetoida z pasa głównego asteroid okrążająca Słońce w ciągu 4,14 lat w średniej odległości 2,58 j.a. Odkryta 14 grudnia 1996 roku.